# 小行星8470
小行星8470（8470 Dudinskaya）是一颗绕太阳运转的小行星，为主小行星带小行星。该小行星于1982年9月17日发现。

## 轨道参数
小行星8470的轨道半长轴为2.2712908 UA，离心率为0.192。